# Капелівка
Капелівка (Купелівка) — річка в Україні, в межах Львівського району, Львівської області. Права притока Думниці (басейн Західного Бугу). 

## Опис
Довжина бл. 20 км, площа басейну 106 км². Річка типово рівнинна. Долина широка, місцями заболочена, поросла лучною рослинністю, помережана меліоративними каналами. Річище слабозвивисте, в багатьох місцях каналізоване. 

## Розташування
Капелівка бере початок між селами Зашків та Завадів (витікає з великого ставу). Тече переважно на схід у межах Грядового Побужжя, між Куликівською та Грядецькою грядами. Впадає до Думниці біля південної околиці села Кукезів. 
Притоки: Млинівка, а також невеликі потічки та меліоративні канали. 
У верхній течії Капелівка має назву Недільщина.